# هازلونه
شهر هازلونهدر ایالت نیدرزاکسن در کشور آلمان واقع شده‌است.